# Mechanical Animals
Mechanical Animals är bandet Marilyn Mansons tredje fullängdsalbum, utgiven 1998. Fyra singlar släpptes från albumet, "The Dope Show", "Rock Is Dead", "I Don't Like the Drugs (But the Drugs Like Me)" och "Coma White" (endast promosingel). Låtarna på detta album handlar nästan uteslutande om Mansons olika drogupplevelser. 

## Låtlista
All sångtext är skriven av Marilyn Manson. 
| Nr  | Titel                                          | Musik                                       | Längd |
| --- | ---------------------------------------------- | ------------------------------------------- | ----- |
| 1.  | Great Big White World                          | Twiggy Ramirez, Madonna Wayne Gacy, Zim Zum | 5:01  |
| 2.  | The Dope Show                                  | Ramirez                                     | 3:46  |
| 3.  | Mechanical Animals                             | Ramirez, Zum                                | 4:33  |
| 4.  | Rock Is Dead                                   | Ramirez, Gacy                               | 3:09  |
| 5.  | Disassociative                                 | Ramirez, Gacy, Zum                          | 4:50  |
| 6.  | The Speed of Pain                              | Ramirez, Gacy, Zum                          | 5:30  |
| 7.  | Posthuman                                      | Ramirez, Gacy                               | 4:17  |
| 8.  | I Want to Disappear                            | Ramirez                                     | 2:56  |
| 9.  | I Don't Like the Drugs (But the Drugs Like Me) | Ramirez, Zum                                | 5:03  |
| 10. | New Model No. 15                               | Ramirez, Manson                             | 3:40  |
| 11. | User Friendly                                  | Ramirez, Gacy, Zum                          | 4:17  |
| 12. | Fundamentally Loathsome                        | Gacy, Zum                                   | 4:49  |
| 13. | The Last Day on Earth                          | Ramirez, Gacy, Manson                       | 5:01  |
| 14. | Coma White                                     | Ramirez, Gacy, Zum                          | 5:38  |
| 15. | Untitled (dolt spår)                           | Gacy                                        | 1:22  |

Det dolda spåret kan endast spelas på dator.